# Liang Zhenxia
Liang Zhenxia es una deportista china que compitió en judo. Ganó una medalla de bronce en el Campeonato Asiático de Judo de 2000, en la categoría de −70 kg.

## Palmarés internacional
| Campeonato Asiático | Campeonato Asiático | Campeonato Asiático | Campeonato Asiático |
| Año                 | Lugar               | Medalla             | Categoría           |
| ------------------- | ------------------- | ------------------- | ------------------- |
| 2000                | Osaka (Japón)       | Medalla de bronce   | −70 kg              |